# UFC Fight Night: Burns vs. Morales
UFC Fight Night: Burns vs. Morales (también conocido como UFC Fight Night 256, UFC Vegas 106 y UFC on ESPN+ 114) fue un evento de artes marciales mixtas producido por Ultimate Fighting Championship que se llevó a cabo el 17 de mayo de 2025 en el UFC Apex en Enterprise, Nevada, parte del Valle de Las Vegas, Estados Unidos.

## Antecedentes
Inicialmente, hubo informes de que el evento se llevaría a cabo en el Lusail Sports Arena en Lusail, Catar. Sin embargo, la ubicación del evento se cambió al UFC Apex por razones desconocidas.
Una pelea de peso welter entre Gilbert Burns, y el prospecto invicto Michael Morales, está programado para encabezar este evento. El duelo estaba originalmente programado para ser parte de UFC 314 y posteriormente de UFC 315 antes de ser trasladado a este evento.
Se programó una pelea de peso pesado entre Curtis Blaydes, y el recién llegado a la promoción, Rizvan Kuniev. Sin embargo, el combate se trasladó a UFC on ABC: Hill vs. Rountree Jr. el 21 de junio por razones desconocidas. El combate estaba programado originalmente para UFC Fight Night: Cejudo vs. Song, luego se trasladó a UFC 313 y finalmente se canceló unas horas antes del evento después de que Blaydes tuviera que retirarse debido a una enfermedad no revelada.

## Bonificaciones
Los siguientes peleadores recibieron bonificaciones de 50.000 dólares.
- Pelea de la Noche: Melquizael Costa vs. Julian Erosa
- Actuación de la Noche: Michael Morales and Denise Gomes